# Moros (Spagna)
Moros è un comune spagnolo di 488 abitanti situato nella comunità autonoma dell'Aragona, in provincia di Saragozza.
Il villaggio è situato alle falde di una collina, con gli edifici principali, tali la chiesa parrocchiale  dedicata a Santa Eulalia di Mérida o l'antico municipio, nella parte superiore. Attualmente, Moros conta il 35% della popolazione di un secolo fa, per cui molte delle case del paese sono disabitate.